# 王渝生
王渝生（1943年8月—），男，重庆人，中国科学史学家、科普专家，曾任中国科学技术馆馆长。

## 生平
1966年毕业于四川师范大学数学系，曾当中学数学老师。1981年毕业于中国科学院研究生院。
1993年任中国科学院自然科学史研究所副所长、研究员。
2000年5月，任中国科学技术馆馆长、研究员。